# Voraptipus
Voraptipus is een monotypisch geslacht van spinnen uit de  familie van de kraamwebspinnen (Pisauridae).

## Soort
- Voraptipus agilis Roewer, 1955